# Yeomsan-myeon
Yeomsan-myeon (koreanska: 염산면) är en socken i kommunen Yeonggwang-gun i provinsen Södra Jeolla i den sydvästra delen av Sydkorea, 270 km söder om huvudstaden Seoul. 